# Axel (prénom)
Pour les articles homonymes, voir Axel.
Cette page présente le prénom Axel ainsi que ses variantes.
Axel est un prénom européen masculin, dont la forme féminine est Axelle, fêté le 21 mars.

## Étymologie
Axel est une déformation scandinave du prénom d'origine hébraïque Absalom (hébreu : אַבְשָׁלוֹם), composé de ab qui signifie « père » et de shalom qui signifie « paix ». Ainsi, Axel signifie « père de la paix ». Certains prétendent également qu'Axel viendrait du latin auxillium signifiant « celui qui aide ». 
On retrouve le prénom Axel dans la culture scandinave depuis le XIIe siècle. Il y eut tant d'Axel au Danemark qu'on appela ses habitants Axelssønerne, autrement dit « fils d'Axel ».
L'orthographe Axel est répandue en France, en Espagne, en Allemagne, en Belgique, aux Pays-Bas et en Suède. Axelle et Axèle sont des formes féminines françaises,. En Estonie, au Danemark et en Norvège, l'orthographe Aksel est plus courante. En Finlande, sa variante est Akseli.
On retrouve également le prénom ou nom Aksel (berbère : ⴰⴽⵙⵉⵍ), aussi orthographié Aksil, au Maghreb, notamment en Algérie,. Il s'agit de la forme berbère du prénom Koceïla, chef berbère qui a vécu au VIIe siècle, connu pour avoir résisté et avoir été assassiné lors de la conquête musulmane du Maghreb. Le mot aksil signifie « félin », « guépard » ou « tigre » en berbère.

## Personnes portant ce prénom

### Axel
- Axel, nom danois d'Absalon, évêque et homme d'État danois, saint populaire des pays scandinaves
- Pour l'ensemble des articles sur les personnes portant ce prénom, consulter :
  - la liste des articles dont le titre commence par ce prénom
  - les listes produites par Wikidata : Liste des personnes de prénom « Axel » — même liste en incluant les éventuels prénoms composés qui contiennent « Axel ».

### Axelle
- Pour l'ensemble des articles sur les personnes portant ce prénom, consulter :
  - la liste des articles dont le titre commence par ce prénom
  - les listes produites par Wikidata : Liste des personnes de prénom « Axel » — même liste en incluant les éventuels prénoms composés qui contiennent « Axel ».

### Axl
- Pour l'ensemble des articles sur les personnes portant ce prénom, consulter :
  - la liste des articles dont le titre commence par ce prénom
  - les listes produites par Wikidata : Liste des personnes de prénom « Axel » — même liste en incluant les éventuels prénoms composés qui contiennent « Axel ».

### Aksel
- Pour l'ensemble des articles sur les personnes portant ce prénom, consulter :
  - la liste des articles dont le titre commence par ce prénom
  - les listes produites par Wikidata : Liste des personnes de prénom « Axel » — même liste en incluant les éventuels prénoms composés qui contiennent « Axel ».

## Référence
1. ↑  Jean-Maurice Barbé, Tous les prénoms, Paris, Jean-Paul Gisserot, 2004 (1re éd. 1994), 506 p. (ISBN 978-2-87747-158-9, présentation en ligne), p. 54, lire en ligne.
2. ↑  « Distribution du prénom Axel dans le monde », sur forebears.io (consulté le 17 mars 2024).
3. ↑  « Distribution du prénom Axelle dans le monde » (consulté le 17 mars 2024).
4. ↑  « Distribution du prénom Axèle dans le monde » (consulté le 17 mars 2024).
5. 1 2  « Distribution du prénom Aksel dans le monde » (consulté le 17 mars 2024).
6. ↑  « Distribution du prénom Akseli dans le monde » (consulté le 17 mars 2024).
7. ↑  « Distribution du prénom Aksil dans le monde » (consulté le 17 mars 2024).
8. ↑  Yves Modéran, Encyclopédie berbère, vol. 28-29 : Kirtēsii – Lutte, 2008 (ISSN 2262-7197, lire en ligne), « Koceïla »
9. ↑  « ⴰⴽⵙⵉⵍ [aksil] nom masculin », sur Dictionnaire Général de la Langue Amazighe https://tal.ircam.ma/dglai/ (consulté le 17 mars 2024).